# Palacio de Cuesta Mercadillo
El palacio de La Rañada, llamado así por el barrio en el cual se ubica, se conoce también como palacio de Cuesta Mercadillo, ya que fue Juan Cuesta Mercadillo quien lo mandó construir entre los años 1724 y 1730. Está ubicado en el barrio de La Rañada, en Liérganes, en la margen derecha de la carretera de Liérganes a San Roque de Riomiera. Fue declarado Bien de interés cultural declarado en 9 de mayo de 1994. Fue fundado en 1725, sobre las ruinas de otra casa mucho más antigua, solar de la familia, por don Juan de la Cuesta Mercadillo, gobernador y capitán a guerra de las Villas de Nombre de Dios, Sombrerete y sus fronteras y provincias.

## Descripción
Se trata de una de las casonas más características de Liérganes, con una planta en U relacionada con la antigua tipología medieval del palatium; es decir: el edificio donde se recogían las rentas señoriales y los productos que procedían de los derechos feudales sobre el campesinado. Todo el recinto se cierra con una magnífica portalada con blasón y responde al ideal barroco por crear espacios libres.
El edificio no destaca en altura, y se organiza en torno a un patio cerrado que presenta un cuerpo central con tres arcos, y dos alas que conforman el patio, una de habitación y la otra formando capilla.
Contraviniendo lo que suele ser habitual, la capilla tiene su puerta de entrada en el recinto exterior del palacio ya que se utilizaba, tanto para la devoción privada de la casa (para lo cual contaba con un acceso interior desde la corralada), como para el uso público, tal y como atestigua la inscripción exterior «Ganan 200 yndulgencias las personas que hicieren devotamente un acto delante de esta imagen de nuestra señora de Guadalupe concedidas por el señor arzobispo de Zaragoza con facultad de Benedicto XIII». La portalada se le atribuye al arquitecto Bernabé de Hazas.
En 2011 falleció en este palacio su dueña, Carmina de Samenadi.